# Az Amerikai Egyesült Államok mezőgazdasága
Az Amerikai Egyesült Államok mezőgazdasága a termelés szinte valamennyi ágazatában jelentős, a világ legjobbjai közé tartozik. Az ország egyik legértékesebb természeti erőforrása a hatalmas, művelésre alkalmas földterület, mely törzsterületének mintegy 63%-a.[forrás?] Az elsők között van a kukorica, a búza, a szója és a gyapot termesztésében.
Magas fokú gépesítés és szakosodás jellemzi, a géntechnológiát széles körben alkalmazzák. Az állattenyésztésben szintén teret hódított a korszerű takarmányozás és az új állatfajták tenyésztése. A 2007-es felmérések szerint 2,2 millió farm található az országban, összesen 373 millió hektárt művelnek ezek (170 ha átlagosan).

## Farmvidékek
A mezőgazdasági termelés üzemei a farmok. Ezek a farmerek számára lakó- és munkahelyet is biztosítanak.
A farmokon a termelést szinte teljesen gépesítették. Így lehetséges, hogy egy-egy család nagy földterületet is képes megművelni. Egy-egy farm általában kevés fajta termék előállítására szakosodott, és azt felvásárló vállalatoknak adja el. A farmokon műtrágyát, növényvédő szereket, nemesített vetőmagokat használnak, és ahol szükséges, öntöznek. Nagy gondot jelent viszont a farmvidék talajainak pusztulása. Ezért az országban komoly összegeket költenek talajkutatásra és a folyamat megfékezésére. A farmerek erdősítenek, lecsapolásokat végeznek, a lejtőket keresztbe szántják. Ez utóbbival a talaj erózióját akadályozzák meg. A farmvidékek jellemzője a szabályos úthálózat és a hatalmas gabonaföldek.
Szoros kapcsolatban vannak a városokkal is, ahol a farmerek a mezőgazdasághoz szükséges eszközöket vásárolják és termékeiket eladják.

## Övezetes mezőgazdaság
Az országban sokféle növényt termesztenek. Hogy hol és mit, az nagymértékben függ a hőmérséklettől és a csapadéktól. A hasonló igényű növények egy-egy övezetet alkotnak. Az övezetek a legjellemzőbb növényükről kapták a nevüket. A hőmérséklet változásával északról délre a következő övezetek alakultak ki:
- Tavaszi búza övezet. Nyugaton a Préri területét jelenti. Itt a hosszú, hideg tél és a fagyveszély miatt a tavaszi fajtákat vetik. Ezt keleten, a Nagy-tavak vidékén felváltja a takarmánytermelés és a tejtermelő tehenészet. Búzából az országnak nagy a kivitele.
- Kukorica övezet. Az előbbi övezettől délre húzódik. Itt kukoricát, őszi búzát, szóját, dohányt termesztenek. A kukorica övben főként sertést tenyésztenek.
- Vegyes termelési övezet. Fő növénye a gyapot, melynek egykor összefüggő területe mára feldarabolódott. Ezenkívül földimogyorót, takarmánygabonákat, búzát, szóját vetnek. Jelentős a szarvasmarha- és baromfitenyésztés. Az övezet talajpusztulás által sújtott területeit erdősítették vagy legelővé alakították.

A szubtrópusi öv kertes, ültetvényes gazdálkodásának sávja a Mexikói-öböl partszegélye és Florida, ahol cukornádat, rizst, narancsot, zöldségféléket termesztenek. A mediterrán éghajlatú Kaliforniai-völgy az öntözéses gazdálkodás, a zöldség-, gyümölcs- és szőlőtermelés vidéke.
A csapadék csökkenése miatt az USA-ban K-NY-i irányban is megfigyelhető az övezetesség. Míg keleten a szántóföldek vannak túlsúlyban, a szárazabb nyugati tájak füves pusztáin hatalmas szarvasmarha- és juhnyájak legelnek. A magasabb vidékeket erdők borítják.
A mezőgazdaság termékeit feldolgozó iparágak főként a termőterületek közelében találhatók. A malmok behálózzák a búzatermelő tájakat, de megtalálhatók a kiviteli kikötőkben is. A húsipar az állattenyésztő körzetekben és a Csendes-óceán menti városokban a legjellemzőbb. A tejipar minden nagyobb város ellátó övezetében megtalálható.
Az országban nagyon sok konzervet, üdítőitalt gyártanak, és a világon a legtöbbet itt is fogyasztják.